# Buenos Aires (canção de Nathy Peluso)
"Buenos Aires" é uma canção da artista musical argentina Nathy Peluso, contida em seu primeiro álbum de estúdio Calambre (2020). A faixa foi lançada como segundo single do álbum em 29 de maio de 2020, através da Sony Music Espanha.

## Composição e produção
"Buenos Aires" foi composta por Peluso, Pedro Campos e Rafa Arcaute, e produzida por Arcaute, vencedor de treze Grammy Latino e colaborador habitual da cantora argentina. Em entrevista, ela comentou que, em um certo dia, acordou com uma melodia muito clara na cabeça, gravou imediatamente em notas de voz em seu celular e dias depois levou-a para o estúdio. Entretanto, Peluso foi ao estúdio, na cidade de Barcelona, e não conseguiu encontrar os versos que desejava. Naquela mesma tarde, entrou em um táxi e, no trajeto, compôs a faixa. Quando a ouviu terminada, ela se recordou de Buenos Aires, capital da Argentina, a sua terra natal. Para finalizar a canção, Peluso viajou à Buenos Aires para gravar no La Diosa Salvaje, estúdio do falecido cantor e compositor argentino Luis Alberto Spinetta.

## Música e letra
Com quatro minutos de duração, "Buenos Aires" é uma canção de R&B alternativo e neo soul, gêneros que foram explorados em álbuns como o auto-intitulado da artista musical estadunidense Beyoncé (2013) e o "Good Girl Gone Bad" (2007), da artista musical barbadense Rihanna. Entre os instrumentos utilizados em sua produção, estão o baixo, a bateria e a guitarra. "Buenos Aires" fala de solidão, de domingos "perdidos", dos dias de chuva, da melancolia e da necessidade de conexão que une os seres humanos. "Eu sei que é um sentimento pesado de solidão, mas de quem estamos esperando", Nathy se questiona em um dos versos da canção antes de continuar com um dos versos mais profundos da faixa, segundo Jordi Bardají, do site espanhol Jenesaispop. "O que vai acontecer lá fora? / Eu comecei a me acostumar com aquele barulho da calçada / Eu posso rebobinar e pausar o que está acontecendo / mas às 3 da manhã, todos nós nos olhamos quando chove na cidade".

## Lançamento e promoção
Em 25 de maio de 2020, Peluso anunciou a data de lançamento da canção. A capa do single foi divulgada pela cantora argentina em 26 de maio. A canção estreou em 29 de maio de 2020 como o segundo single do Calambre, o primeiro álbum de estúdio de Peluso. Foi inserida em playlists como a Novedades Viernes latino-americana (831 mil seguidores), espanhola (213 mil), argentina (51 mil) e chilena (40 mil) no serviço de streaming Spotify. Na Apple Music, a canção foi incluída em 20 playlists, entre elas a Breaking Pop Español, Mucho Luv, Nueva Ola Pop e a New Music Daily. Em 19 de novembro de 2020, Peluso apresentou o single ao lado do compositor, cantor e pianista argentino Fito Páez na 21ª cerimônia do Grammy Latino, em que estava concorrendo na categoria "Mejor Canción Alternativa".

## Desempenho comercial
No Spotify, "Buenos Aires" alcançou a 151ª posição entre as 200 canções mais ouvidas na Argentina e entrou na parada viral da Argentina (17º lugar), Uruguai (18º), Costa Rica (35º), Chile (37º) e República Dominicana (45º). A música ainda atingiu o topo do iTunes Panamá. Conquistou a 109ª posição na lista das faixas mais ouvidas na Argentina e o top 200 na tabela de canções latinas em 30 países ma Apple Music. Entre esses, estão a Irlanda (36º lugar), Holanda (44º), Venezuela (111º), Finlândia (118º), Nova Zelândia (131º), Coreia do Sul (150º), Brasil (166º) e Grécia (188º).

## Vídeo musical
A canção veio acompanhada por um videoclipe, que foi dirigido pela produtora argentina Orco Videos, responsável por clipes como "H.I.E.L.O.", dos cantores de trap Duki e Obie Wan Shot, "Laligera", da cantora e atriz Lali Espósito, e "Por Eso Vine", do rapper Paulo Londra. O vídeo combina imagens da infância de Nathy na Argentina com momentos que a cantora estava vivendo em sua casa, que localiza-se na cidade espanhola de Barcelona, durante a quarentena. Após doze dias de seu lançamento, o vídeo ultrapassou a marca de 1 milhões de visualizações. Atualmente, conta com 8 milhões de visualizações e 207 mil likes no YouTube, sendo o 7º clipe de Nathy mais visualizado na plataforma.

## Lista de faixas
| Download digital |                |                                           |         |  |
| N.º              | Título         | Compositor(es)                            | Duração |  |
| 1.               | "Buenos Aires" | Nathalia Peluso Pedro Campos Rafa Arcaute | 4:00    |  |

## Prêmios e indicações
| Ano  | Prêmio        | Categoria                 | Resultado | Ref.   |
| ---- | ------------- | ------------------------- | --------- | ------ |
| 2020 | Grammy Latino | Mejor Canción Alternativa | Indicado  | [ 14 ] |